# Přemysl Sobotka
Přemysl Sobotka, češki politik in zdravnik, * 18. maj 1944, Mladá Boleslav.
Od 15. decembra 2004 do leta 2010 je bil predsednik Senata Češke republike.